# Масльонки
Масльо́нки (рос. Маслёнки) — присілок у складі Свічинського району Кіровської області, Росія. Входить до складу Свічинського сільського поселення.
Населення становить 30 осіб (2010, 76 у 2002).
Національний склад станом на 2002 рік — росіяни 99 %.